# Prodotiscus
Prodotiscus és un gènere d'ocells de la família dels indicatòrids (Indicatoridae).

## Taxonomia
Segons la Classificació del Congrés Ornitològic Internacional (versió 14.2, 2024) aquest gènere està format per tres espècies:
- indicador de Cassin (Prodotiscus insignis).
- indicador dorsibrú (Prodotiscus regulus).
- indicador del Zambeze (Prodotiscus zambesiae).